# Холандија на Европском првенству у атлетици у дворани 1971.
Холандија је учествовала на 2. Европском првенству у атлетици у дворани 1971. одржаном у Софији, Бугарска, 13. и 14. марта. У другом учешћу на европским првенствима у дворани репрезентацију Холандије представљало је 9 атлатичара (3 м и 6 ж) који су се такмичили у 6 дисциплина (2 мушке и 4 женске).
На овом првенству представници Холандије нису освајали медаље.
У табели успешности (према броју и пласману такмичара који су учествовали у финалним такмичењима (првих 8 такмичара)) Холандија је са 4 учесника у финалу и укупно 7 бодова делила 14 место са Шпанијом. од 21 земље које су имале представнике у финалу. На првенству су учествовале 23 земаље чланице ЕАА. Једино Турска и Данска нису имале представнике у финалу.
| Плас. | Земља     | 1. место | 2. место | 3. место | 4. место | 5. место | 6. место | 7. место | 8. место | Бр. финал. - Бод. |
| ----- | --------- | -------- | -------- | -------- | -------- | -------- | -------- | -------- | -------- | ----------------- |
| 14.   | Холандија | −        | −        | −        | −        | −        | 1 − 3    | 1 − 2    | 2 − 2    | 4 − 7             |

## Учесници
| Бр. | Дисциплина   | Мушкарци                  | Жене                                    | Укупно |
| --- | ------------ | ------------------------- | --------------------------------------- | ------ |
| 1.  | 60 м         |                           | Вилма ван ден Берг Труди Рут Мике Стерк | 2      |
| 2.  | 1.500 м      | Haico Scharn Брам Васенар |                                         | 2      |
| 3.  | 3.000 м      | Egbert Nijstadt           |                                         | 1      |
| 4.  | 60 м препоне |                           | Мике Стерк* Мип ван Бек                 | 1 (2)  |
| 5.  | Скок увис    |                           | Анита Мерер                             | 1      |
| 6.  | Бацање кугле |                           | Елс ван Нордејн                         | 1      |
|     | Укупно (6)   | 3                         | 6 (7)                                   | 9 (10) |

- Тачка уз име такмичарке означава де је учествовала у више дисциплина.

## Резултати

### Мушкарци
| Атлетичар    | Дисциплина | Лични рекорд | Квалификације | Квалификације | Полуфинале | Полуфинале | Финале               | Финале   | Детаљи |
| Атлетичар    | Дисциплина | Лични рекорд | Резултат      | Место         | Резултат   | Место      | Резултат             | Место    | Детаљи |
| ------------ | ---------- | ------------ | ------------- | ------------- | ---------- | ---------- | -------------------- | -------- | ------ |
| Haico Scharn | 1.500 м    |              | 3:50,1        | 4. у гр. 2    |            |            | Није се квалификовао | 14 / 24. |        |
| Брам Васенар | 1.500 м    |              | 3:49,7        | 2, у гр. 1    | 3:48,1     | 8 / 24.    |                      |          |        |
| Жерар Берво  | 3.000 м    |              | 8:05,8        | 3. у гр. 1 КВ | 8:13,6     | 5. / 15.   |                      |          |        |

### Жене
| Атлетичарка        | Дисциплина   | Лични рекорд | Квалификације | Квалификације | Полуфинале            | Полуфинале            | Финале                | Финале       | Детаљи |
| Атлетичарка        | Дисциплина   | Лични рекорд | Резултат      | Место         | Резултат              | Место                 | Резултат              | Место        | Детаљи |
| ------------------ | ------------ | ------------ | ------------- | ------------- | --------------------- | --------------------- | --------------------- | ------------ | ------ |
| Вилма ван ден Берг | 60 м         | 7,5          | 7,7           | 3. у гр. 3 КВ | 7,7                   | 5. у пф. 1            | Није се квалификовала | 10. / 24     |        |
| Труди Рут          | 60 м         |              | 7,6           | 5. у гр. 2    | Није се квалификовала | Није се квалификовала | Није се квалификовала | 14. / 24     |        |
| Мике Стерк         | 60 м         |              | 7,7           | 4. у гр. 4    | Није се квалификовала | Није се квалификовала | Није се квалификовала | =15. / 24    |        |
| Мике Стерк         | 60 м препоне |              | 8,5           | 2. у гр. 4    | 8,6                   | 5. у пф. 2            | Није се квалификовала | 13./ 21 (22) |        |
| Мип ван Бек        | 60 м препоне |              | 8,6           | 4. у гр. 1    | Није се квалификовала | Није се квалификовала | Није се квалификовала | =9./ 21 (22) |        |
| Анита Мерер        | скок увис    |              |               |               |                       |                       | 1,60                  | 13. / 13     |        |
| Елс ван Нордејн    | скок увис    |              | 1,60          | 13. / 13      |                       |                       |                       |              |        |

## Биланс медаља Холандије после 2. Европског првенства у дворани 1970—1971.
|     | ЕП     |   |   |   |   |
| 1.  | 1970.  | 0 | 0 | 1 | 1 |
| 2.  | 1971.  | 0 | 0 | 0 | 0 |
| 1-2 | Укупно | 0 | 0 | 1 | 1 |
| --- | ------ | - | - | - | - |

|                                        | ЕП                                     |                                        |                                        |                                        |                                        |                                        |
| Није било вишеструких освајача медаља. | Није било вишеструких освајача медаља. | Није било вишеструких освајача медаља. | Није било вишеструких освајача медаља. | Није било вишеструких освајача медаља. | Није било вишеструких освајача медаља. | Није било вишеструких освајача медаља. |
| -------------------------------------- | -------------------------------------- | -------------------------------------- | -------------------------------------- | -------------------------------------- | -------------------------------------- | -------------------------------------- |

## Освајачи медаља Холандије  после 2. Европског првенства 1970—1971.
|    | Атлетичар/ка       | м | ж | ЕП       | Дисциплина |   |   |   |   | УП   |
| -- | ------------------ | - | - | -------- | ---------- | - | - | - | - | ---- |
| 1. | Вилма ван ден Берг |   | ж | 1970.    | 60 м       |   |   |   | 1 | =12. |
|    | Укупно             | 0 | 1 | 1970—71. |            | 0 | 0 | 1 | 1 | =16. |